# نواف عبيد
نواف عبيد، هو مؤلف وأكاديمي وفاعل خير سعودي، ومستشار سابق للحكومة السعودية. يشغل حاليًا منصب الرئيس التنفيذي لمؤسسة عصام ودلال عبيد (EDOF) في جنيف، سويسرا. نواف هو أيضًا مفوض في لجنة العدالة والمساءلة الدولية (CIJA).

## خلفية
عائلة نواف عبيد من ينبع في المدينة المنورة بالمملكة العربية السعودية. إنهم أبناء عمومة لعائلة فيلالي علوي الملكية في المغرب. وهو حفيد السيد أحمد محمد عبيد، أول رئيس زراعي للمملكة في عهد الملك المؤسس للمملكة العربية السعودية، الملك عبد العزيز آل سعود. كان السيد أحمد عبيد هو أيضًا منسق ميدان الاتصالات في الحملة العسكرية السعودية في اليمن التي توجت بمعاهدة الطائف في عام 1934 التي دمجت رسميًا جيزان وعسير ونجران في المملكة العربية السعودية الحديثة. يشتهر على نطاق واسع بتقديمه للمطابع الحديثة في المملكة في الخمسينيات من خلال إطلاق مجلة الرياض.
كان طاهر أحمد عبيد، أكبر أبناء عم نواف عبيد، نائب وزير الزراعة في عهد الملك فيصل بن عبد العزيز آل سعود. وكان عمه الثاني، الدكتور إبراهيم أحمد عبيد، نائب الوزير في عهد الملك فهد بن عبد العزيز آل سعود.
وهو أيضًا ابن أخت الدكتورة ثريا عبيد، وكيلة الأمم المتحدة السابق لشؤون السكان والمديرة التنفيذية السابقة لصندوق الأمم المتحدة للسكان.
لديه شقيقان: طارق عصام أحمد عبيد هو المؤسس المشارك والرئيس التنفيذي لشركة بتروسودي الدولية، وكريم عصام أحمد عبيد هو مدير إديلويس القابضة.

## التعليم
- البكالوريا الدولية، العلوم الإنسانية؛ المدرسة الدولية في جنيف 1982-1993.
- بكالوريوس العلاقات الدولية؛ كلية إدموند أ. والش للخدمة الخارجية بجامعة جورج تاون 1994-1996.
- ماجستير الأمن الدولي والاقتصاد السياسي؛ كلية جون ف. كينيدي للعلوم الحكومية بجامعة هارفارد 1996-1998.[3]
- دكتوراه في العلوم السياسية (الدراسات الأمنية)؛ قسم العلوم السياسية في معهد ماساتشوستس للتكنولوجيا 2000-2001 (أكمل الدورات الدراسية).
- ماجستير ودكتوراه دراسات الحرب؛ قسم دراسات الحرب في جامعة كينجز كوليدج لندن 2010-2013.

## المسيرة

### المسيرة الدولية
بدأ عبيد مسيرته في فبراير 2003 بتعيينه مستشارًا خاصًا للاتصالات الاستراتيجية لدى السفير السعودي لدى المملكة المتحدة ثم إلى الولايات المتحدة. ومقرهما لندن وواشنطن شغل المنصب حتى ديسمبر 2006. ثم في فبراير 2007، أصبح مُستشارًا خاصًا لرئيس شؤون المواطنين في الديوان الملكي السعودي، ومقرهما الرياض وجدة. بعد تركه هذا المنصب في يناير 2011، أصبح بعد ذلك بوقت قصير مستشارًا لشئون الإعلام الخارجي لوزير الثقافة والإعلام السعودي في الرياض. في مايو 2011، أصبح مستشارًا للسفير السعودي لدى المملكة المتحدة. شغل هذا المنصب حتى يناير 2016.
في عام 2006، تم طرد نواف عبيد من العمل مع الأمير تركي الفيصل، ثم السفير السعودي لدى الولايات المتحدة بسبب نشره لمقال رأي. في واشنطن بوست "يزعم أن أحد العواقب الأولى" للانسحاب الأمريكي من العراق سيكون "تدخل سعودي هائل لمنع الميليشيات الشيعية المدعومة من إيران من قتل السنة العراقيين". كما أشار المقال إلى أن المملكة يُمكن أن تخفض أسعار النفط إلى النصف، الأمر الذي سيكون مدمرًا لإيران. بينما رفضت الحكومة السعودية هذا الطلب وألغى الأمير فيصل عقده نتيجة لذلك، "قال دبلوماسيون عرب ... إن مقال السيد عبيد يعكس وجهة نظر الحكومة السعودية، التي أوضحت معارضتها للانسحاب الأمريكي من العراق. وتم نفي لاحقًا هذه الإدعاءات من قبل وكالة الأنباء السعودية بأن ما نشرته جريدة واشنطن بوست الأمريكية منسوبًا للكاتب نواف عبيد ليس له أساس من الصحة، وأنه نواف لا يُمثل أي جهة رسمية في المملكة العربية السعودية.
من سبتمبر 2014 حتى الآن، يشغل عبيد منصب الرئيس التنفيذي لمؤسسة عصام ودلال عبيد (EDOF)، ومقرها جنيف في سويسرا. أسس عبيد وشقيقاه مؤسسة عصام ودلال لتكريم الإرث الإنساني لوالديهم. تدعم هذه المؤسسة المنظمات التي تقوم بعمل مهم في مجالات البحث الطبي والتقدم الاجتماعي من أجل مساعدتها على تحقيق سجل نجاحاتها الذي أثبتت فعاليته بالفعل. بعض المشاريع التي دعمتها المؤسسة تشمل مبادرات مع مايو كلينك، ومشروع حرية سي إن إن، واللجنة الدولية للصليب الأحمر وغيرها. مولت المؤسسة أيضًا إنشاء مركز عصام ودلال عبيد لجراحة زرع الأعضاء التجميلية في عيادة مايو في روتشستر، مينيسوتا في أمريكا.

### المسيرة الأكاديمية
- أبريل 2017 - أغسطس 2018 | زميل زائر أول لمشاريع الاستخبارات والدفاع في مركز بيلفر للعلوم والشؤون الدولية بجامعة هارفارد.[13]
- مارس 2017 | شارك في تأسيس المشروع الأمني السعودي ودول مجلس التعاون الخليجي في مركز بلفر للعلوم والشؤون الدولية بجامعة هارفارد.[14]
- سبتمبر 2012 - أبريل 2017 | زميل زائر ومُحاضر مساعد في مركز بيلفر للعلوم والشؤون الدولية بجامعة هارفارد.[15]
- يناير 2008 - يناير 2016 | زميل في مركز الملك فيصل للبحوث والدراسات الإسلامية بالرياض.[16]
- مايو 2004 - يناير 2007 | زميل مُساعد في مركز الدراسات الاستراتيجية والدولية (CSIS) في واشنطن.[17]
- يناير 1999 - يناير 2000 | زميل باحث في معهد واشنطن لسياسة الشرق الأدنى في واشنطن.[18]